# Seabury Ford

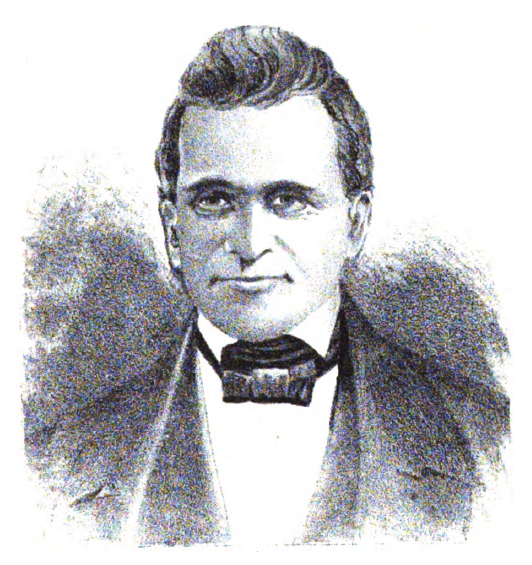
Seabury Ford

Seabury Ford (* 15. Oktober 1801 in Cheshire, Connecticut; † 5. Mai 1855 in Burton, Ohio) war ein US-amerikanischer Politiker und von 1849 bis 1850 der 20. Gouverneur des Bundesstaates Ohio.

## Frühe Jahre
Noch im Kindesalter zog Ford mit seinen Eltern nach Burton in Ohio. Dort besuchte er die Burton Academy. Zwischen 1821 und 1825 studierte er an der Yale University. Nach einem anschließenden Jurastudium begann er in Burton als Anwalt zu arbeiten. In Ohio wurde er auch Mitglied der Miliz, in der er es bis zum Generalmajor brachte.

## Politische Laufbahn
Ford war Mitglied der Whig Party, die in Opposition zur Demokratischen Partei stand. Im Jahr 1835 wurde er erstmals in das Repräsentantenhaus von Ohio gewählt, in dem er drei Legislaturperioden verbrachte. Dort war er zeitweise auch Parlamentspräsident (Speaker). Zwischen 1841 und 1848 war er Mitglied des Staatssenats.
Im Jahr 1848 wurde er als letzter Kandidat der Whigs zum Gouverneur von Ohio gewählt. Das Wahlergebnis blieb bis heute das knappste Resultat bei Gouverneurswahlen in diesem Staat. Ford gewann mit 311 Stimmen Vorsprung gegen den Demokraten John B. Weller. Der Wahlkampf war geprägt von der Diskussion um die Frage der Sklaverei und den Folgen des Krieges gegen Mexiko. Wegen des knappen Wahlausgangs kam es zu Nachzählungen und Diskussionen um die Gültigkeit der Wahl. Daher musste Fords Amtseinführung um rund sechs Wochen auf den 22. Januar 1849 verschoben werden.
Seine knapp zweijährige Amtszeit war überschattet von heftigen innenpolitischen Spannungen in Ohio. Schon bei der Diskussion um die Wahl konnten sich Demokraten und Whigs in der Legislative kaum einigen. Ein Hauptthema des Konflikts war die Frage der Sklaverei und deren Ausbreitung in die Gebiete, die nach dem Frieden mit Mexiko an die USA fielen. Gouverneur Ford war ein Gegner der Sklaverei und ein Anhänger der Union. In seiner Amtszeit konnte Ford wegen dieser politischen Verhältnisse wenig erreichen. Es gelang ihm aber, die sogenannten „Black Laws“ aufheben zu lassen, welche die Afroamerikaner in Ohio diskriminierten. Im Jahr 1850 wurde eine Konferenz zur Überarbeitung der Staatsverfassung einberufen. Ein anderes Ereignis seiner Amtszeit war eine Cholera-Epidemie im Jahr 1849, die das Land heimsuchte. Unter anderem löste diese Krankheit in der Strafanstalt von Ohio chaotische Zustände aus. Der Gouverneur belohnte Gefangene, die sich an der Eindämmung der Krankheit beteiligten, mit einer Amnestie. Fords Amtszeit endete am 12. Dezember 1850.

## Weiterer Lebenslauf
Nur kurz nach seiner Heimkehr nach Burton erlitt er einen Schlaganfall, von dem er sich nie mehr richtig erholte. Seine linke Körperhälfte blieb gelähmt. An den Folgen dieses Anfalls ist er im Mai 1855 auch verstorben. Seabury Ford war mit Harriet Cook verheiratet, mit der er fünf Kinder hatte.